# Christoph Franz von Hutten
 (février 2025).
Pour les articles homonymes, voir Von Hutten.
Christoph Franz von Hutten (né le 19 janvier 1673 à Mainberg (aujourd'hui commune de Schonungen), mort le 25 mars 1729 à Wurtzbourg) est le prince-évêque de Würzburg de 1724 à 1729.

## Biographie
Il est l'aîné des fils de Johann von Hutten (de) et de son épouse Anna Maria von Hagen zu Motten und Buschfeld. Après la mort de son père en 1690, il devient chef de famille et membre du canton de chevalerie de Rhön-Werra. Il quittera sa famille pour de hautes fonctions et gagner de l'argent.
De 1680 à 1685, il reçoit une éducation au séminaire de Wurtzbourg. Il étudie ensuite au Collegium Germanicum et Hungaricum à Rome. En 1690 et 1691, il est à l'université de Sienne puis obtient un diplôme de l'université de Mayence. Il fait un Grand Tour en Italie, en France et en Espagne, apprend les langues.
Le 1er février 1686, il est ordonné chanoine de l'abbaye de Comburg. Il est chanoine à l'archidiocèse de Bamberg en 1711 puis en 1714 président du conseil. Il en démissionne lorsqu'il est élu évêque.
Il reçoit son ordination de prêtre le 31 octobre 1717. Il est alors prévôt de l'église Saint-Jean de Wurtzbourg puis aussi prébendier à Taunusstein.
Il supervise les travaux de la cathédrale Saint-Kilian de Wurtzbourg et fait en sorte de conserver les monuments funéraires anciens. Interessé par l'Histoire, il met à l'abri l'ancienne bibliothèque épiscopale, ses manuscrits et ses archives.
Après la mort de son prédécesseur Johann Philipp Franz de Schönborn en 1724, Vienne veut imposer son frère Frédéric-Charles de Schönborn-Buchheim. Le chapitre de chanoines le craint et élit Christoph Franz von Hutten le 2 octobre 1724 comme 79e évêque de Wurtzbourg. L'empereur Charles VI du Saint-Empire respecte ce choix.
Christoph Franz von Hutten obtient le respect de la population en développant la dévotion à la Vierge Marie. Il soutient les frères mineurs capucins de Mariabuchen (de) à Lohr am Main en leur construisant une abbaye dessinée par Johann Balthasar Neumann. Il renforce la forteresse de Marienberg. Cependant le manque d'argent fait ralentir l'édification de la résidence de Wurtzbourg. Il doit résider à côté, à la Staatlicher Hofkeller (de).

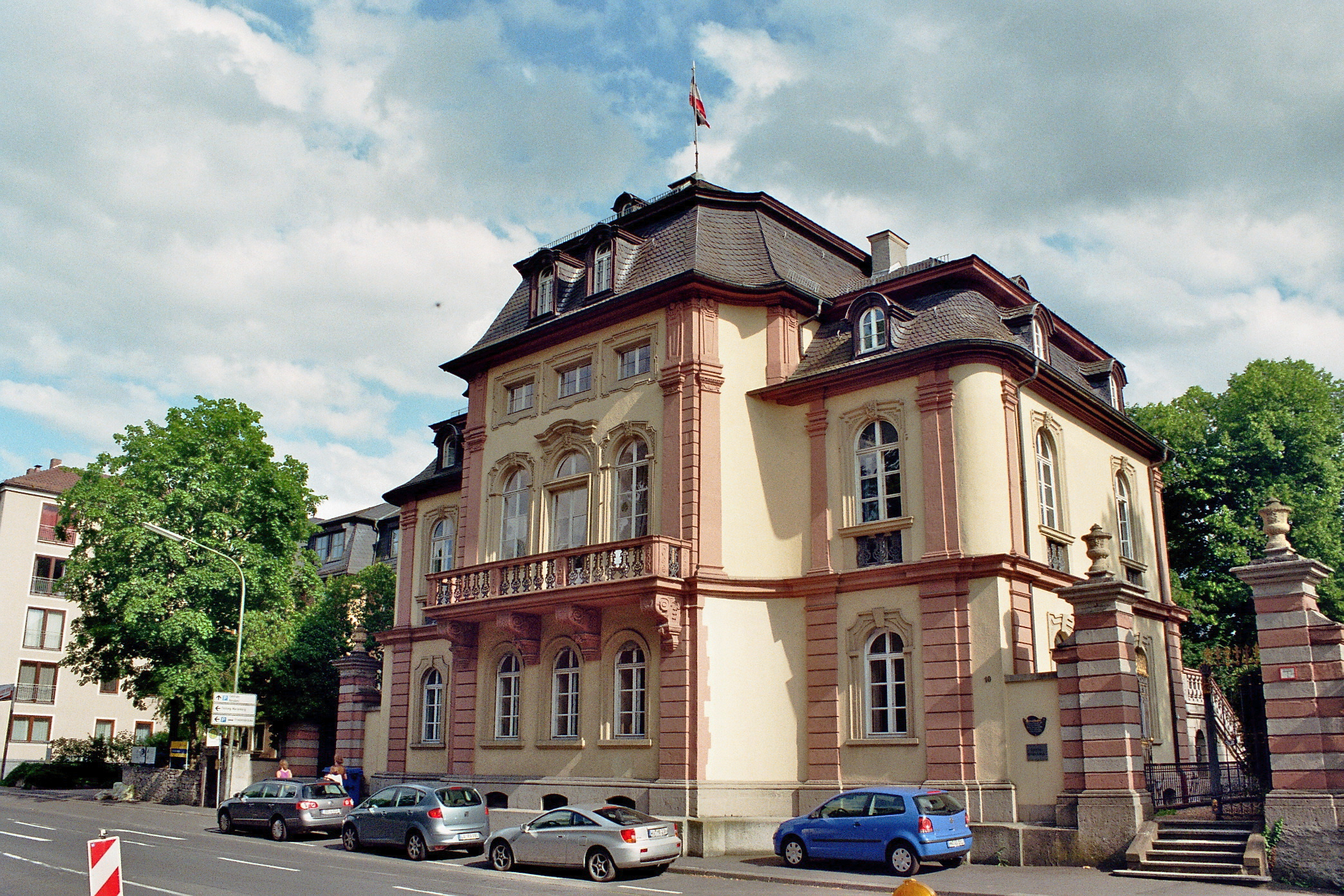
Huttenschlösschen

Il poursuit les réformes de ses prédécesseurs, notamment l'enseignement et le mercantilisme en maintenant l'impôt pour pouvoir continuer à investir.
Il est aussi mécène auprès d'artistes et de scientifiques. L'historien Johann Georg von Eckhart publie « Kommentare zur Ostfränkischen Geschichte ». Le prince-évêque fait don à l'université de Wurtzbourg d'un théâtre anatomique et accueille le chirurgien parisien Louis Sivert. Il crée les chaires de mathématiques et de philosophie qu'il confie à un laïc.
Christoph Franz von Hutten meurt d'une pneumonie le 25 mars 1729. Il est enterré le 26 avril dans la cathédrale Saint-Kilian de Wurtzbourg. Son successeur est Frédéric-Charles de Schönborn-Buchheim.